# Claude Joseph Vernet

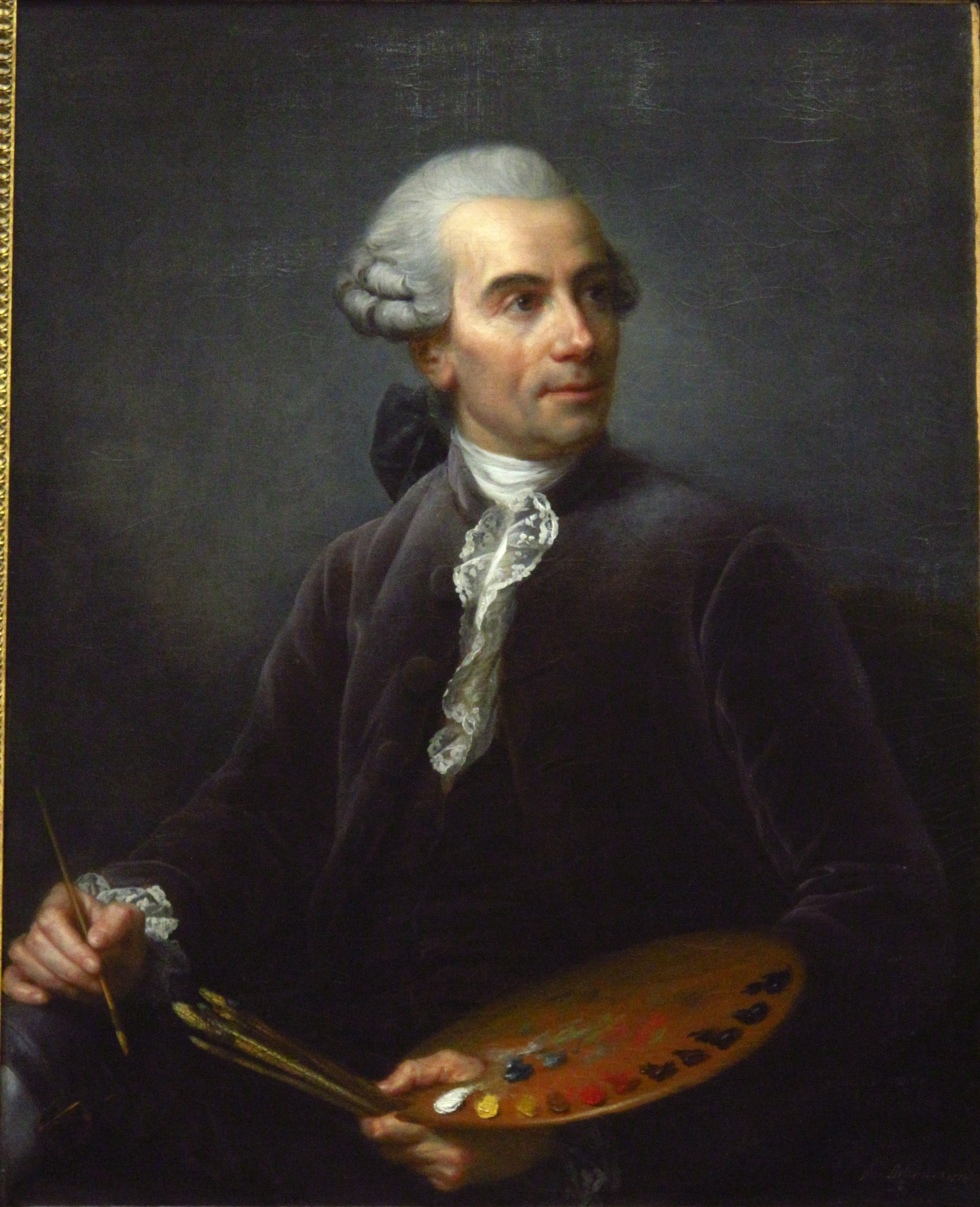
Porträt von Vernet, gemalt von Élisabeth Vigée-Lebrun, 1778

Claude Joseph Vernet [veʀˈnɛ], (* 14. August 1714 in Avignon; † 3. Dezember 1789 in Paris) war ein französischer Maler, der besonders durch seine Ansichten französischer Häfen berühmt wurde.

## Leben
Claude Joseph Vernet war der Sohn des Dekorationsmalers Antoine Vernet, von dem er auch seinem ersten künstlerischen Unterricht erhielt. Durch Vermittlung seines Vaters wurde Vernet später Schüler des Malers Louis René de Vialy in Aix-en-Provence. Dort wurde der Marquis de Caudon, Joseph de Seytres, auf ihn aufmerksam und förderte ihn mit einem großzügigen Stipendium. Damit konnte Vernet 1734 mit zwanzig Jahren nach Rom gehen und einige Zeit bei den Marinemalern Bernardino Fergioni und Adrien Manglard lernen. 1743 wurde Vernet ordentliches Mitglied der Accademia di San Luca.
Zwei Jahre später heiratete Vernet in Rom die Engländerin Virginia Parker, die Tochter eines Kapitäns der päpstlichen Marine. Durch die Vermittlung des Marquis de Marigny, des Direktors der Bâtiments du Roi, berief der französische König Ludwig XV. Vernet 1753 an den französischen Hof. Vernet sollte die wichtigsten Häfen Frankreichs malen und mit diesen 24 Ansichten „die Seemacht Frankreich“ darstellen. Vernet wurde Mitglied der Académie royale de peinture et de sculpture in Paris und arbeitete fast ausschließlich am königlichen Auftrag. Bis 1763 hatte er 15 Gemälde fertiggestellt. In diesem Jahr ließ er sich in Paris nieder und schuf nun auch wieder Werke für andere Mitglieder des französischen Adels.
Vernets Tochter Marguerite Émilie heiratete den Architekten Jean-François Chalgrin. Sein Sohn Antoine Charles Horace Vernet und sein Enkel Horace Vernet waren ebenfalls Maler. Er war Mitglied der Pariser Freimaurerloge Les Neufs Sœurs. Im Alter von fast 75 Jahren starb der Maler Claude Joseph Vernet am 3. Dezember 1789 in Paris.

## Werk
Die großformatigen Ansichten aller französischen Militär- und Handelshäfen wurden nach einem genau vorgegebenen Itinerar als Topographie des Königreichs erstellt, wobei die bedeutenden Häfen durch zwei oder drei unterschiedliche Ansichten vertreten sind. Marigny verstand das Projekt als didaktische Darstellung und historische Dokumentation. Gezeigt werden sollten die verschiedenen Handelsaktivitäten und die durch die örtliche Geografie bedingten Formen der Schifffahrt. Vernet entwickelte dafür eine neue, panoramaartige Darstellung mit niedrigem Horizont und weitem Himmel. Zahlreiche, die Bilder belebende Staffagefiguren sind an sich nicht neu. Allerdings zeigt Vernet das Volk bei der Arbeit, beim Handel und Kapitalumschlag.
Vernets Seestücke haben oft Sturm- und Schiffbruchszenen zum Gegenstand. Diese vermitteln die Erfahrung des Erhabenen, die mit Schrecken verbundene Überwältigung durch die Naturgewalten. Um selbst diese Erfahrung zu gewinnen, hat der Maler sich bei einem Sturm auf See einer Legende nach an den Mast eines Schiffes binden lassen.

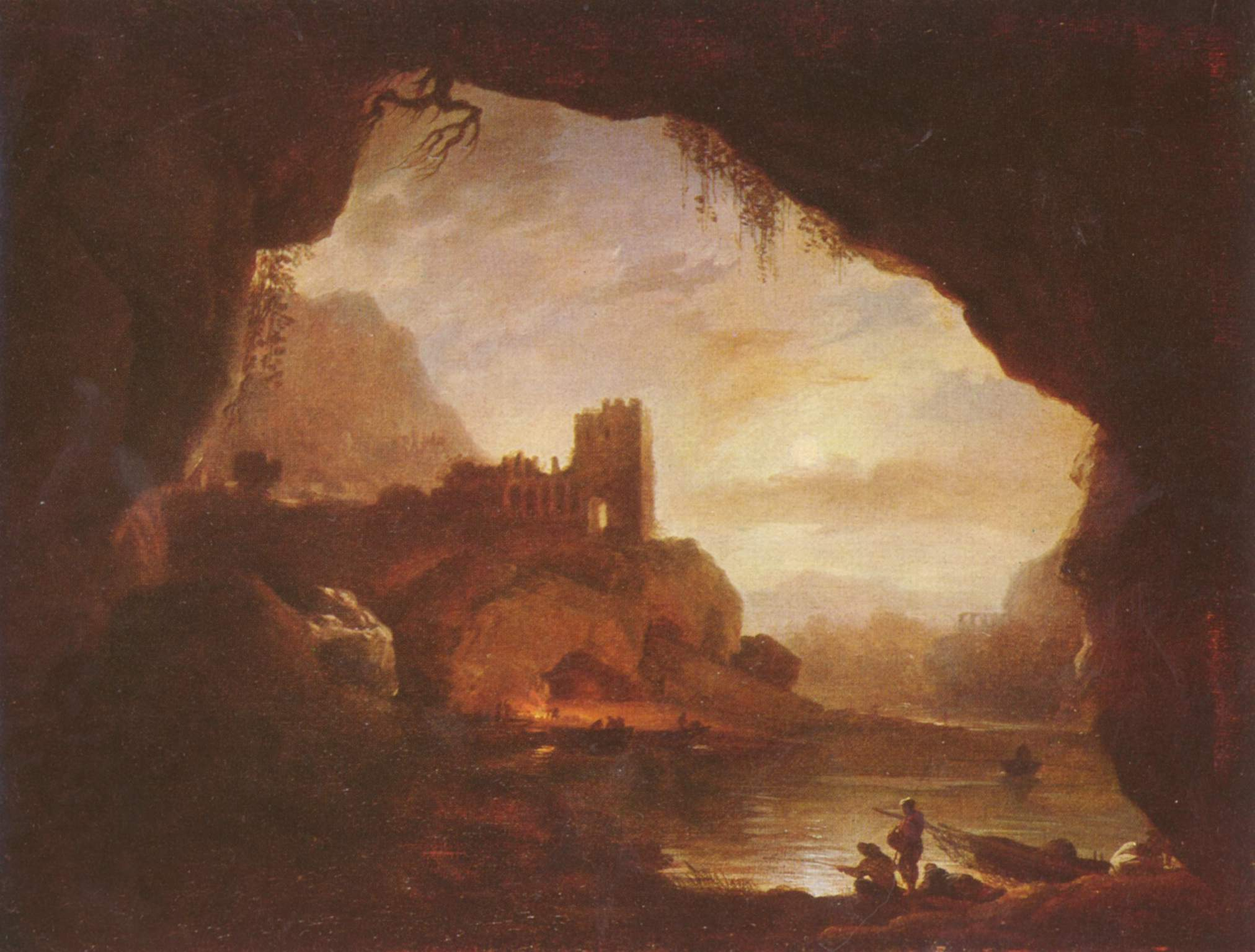
Landschaft mit Burgruine
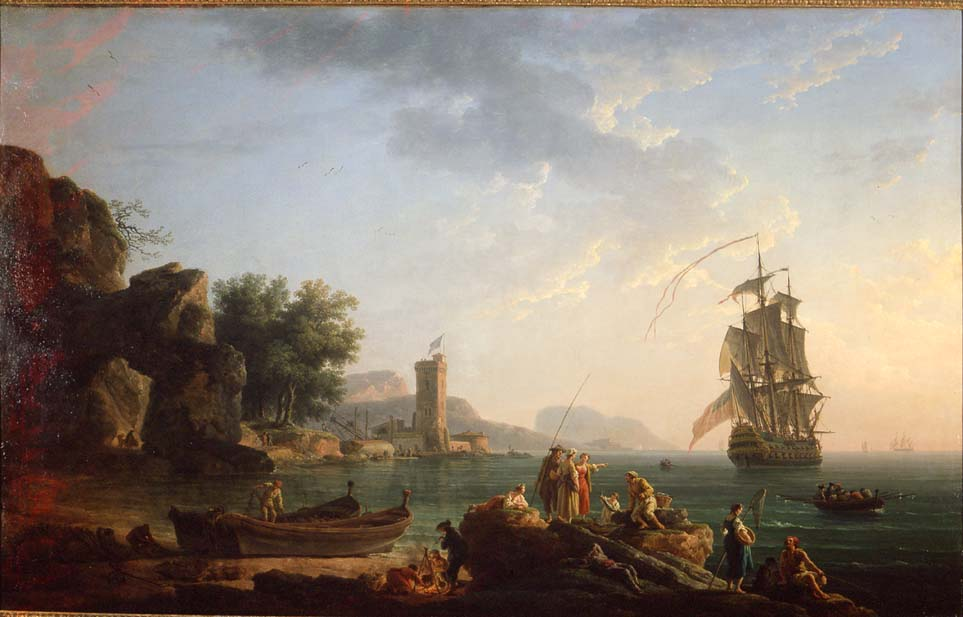
Küstenszene

## Werkauswahl
- Schiffbruch an felsiger Küste, 1772, Leinwand, 114 × 163 cm, Washington DC (NGA)
- Badende Frauen am Morgen, 1772, Leinwand, 98 × 162 cm.
- Blick in den Park der Villa Ludovisi in Rom, 1749, Leinwand, 75 × 100 cm.
- Blick in den Park der Villa Doria Pamphilj, 1749, Leinwand, 74 × 98 cm.
- Der Hafen von Livorno bei Sturm, um 1748, Leinwand, 101 × 138 cm.
- Der Jahrmarkt von Beaucaire, 1774, Leinwand, 97 × 112 cm.
- Der Papierdrachen, 1782, Leinwand, 155 × 34 cm.
- Die Häfen Frankreichs: Bayonne I, 1760, Leinwand, 165 × 263 cm.
- Die Häfen Frankreichs: Bayonne II, 1760, Leinwand, 165 × 263 cm.